# Xylotrechus carinifrons
Xylotrechus carinifrons là một loài bọ cánh cứng trong họ Cerambycidae.